# Pat Rabbitte

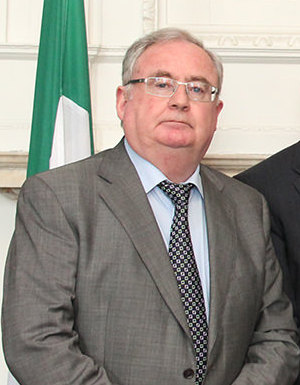
Pat Rabbitte (Mai 2015)

Pat Rabbitte, irisch Pádraic Ó Coinín (* 18. Juni 1949 im County Mayo, Irland) ist ein irischer Politiker und war von 2002 bis 2007 der Vorsitzende der irischen Labour Party.

## Leben
Rabbitte war bereits während seines Studiums politisch aktiv. Er war von 1970 bis 1971 Vorsitzender der Studierendenvereinigung des University College Galway und von 1972 bis 1974 Vorsitzender der landesweiten irischen Studierendenvereinigung Union of Students in Ireland. Nach seinem Studium wurde er in der Gewerkschaftsbewegung aktiv und war bis 1976 Mitglied der Labour Party. Danach orientierte er sich weiter links und fand schließlich eine neue politische Heimat bei der Workers’ Party, für die er 1989 zum ersten Mal in das irische Parlament gewählt wurde. Seitdem ist er ununterbrochen Parlamentsmitglied.
1992 gehörte er zu den sechs Abgeordneten, die die Workers’ Party verließen und eine neue Partei, die Democratic Left (DL) gründeten. In der Koalitionsregierung, die seine Partei von 1994 bis 1997 zusammen mit der Labour Party und der Fine Gael bildete, war Rabbitte Staatsminister.
Nachdem die sogenannte Regenbogenkoalition 1997 abgewählt wurde, vereinigte sich die Democratic Left 1999 mit der Labour Party.
Nach dem für die Partei enttäuschenden Ergebnis der Wahlen im Jahr 2002 trat der bisherige Labour-Chef Ruairi Quinn zurück und Rabbitte wurde von den Mitgliedern der Labour Party in einer Urabstimmung zum Parteiführer gewählt. Auch seine Stellvertreterin Liz McManus gehörte bis 1999 der Democratic Left an.
2007 trat Rabbitte infolge des Abschneidens seiner Partei bei den Wahlen vom Posten des Parteivorsitzenden zurück, neuer Parteivorsitzender wurde Eamon Gilmore. Seit März 2011 war er Minister für  Kommunikation, Energie und Rohstoffreserven. Bei der dem Rücktritt von Eamon Gilmore als Parteivorsitzenden folgenden Regierungsumbildung schied er im Juli 2014 aus dem Kabinett aus. Sein Nachfolger im Ministerium wurde Alex White von der Labour Party.
Am 18. Dezember 2018 wurde er zum Vorsitzenden des Vorstands der Child and Family Agency berufen, eine mit rund 4.000 Mitarbeitern ausgestattete staatliche ‘Behörde zur Sicherung des Wohlergehens und der Förderung der Entwicklung von Kindern sowie der Unterstützung ihrer Familien’.